# Andrei Alexejewitsch Sinizyn
Andrei Alexejewitsch Sinizyn (russisch Андрей Алексеевич Синицын; * 23. Juni 1988 in Krasnokamensk) ist ein russischer Fußballtorwart.

## Karriere
Sinizyn begann seine Karriere beim FK Tschita. Zur Saison 2005 rückte er in den Profikader Tschitas. Sein Debüt in der zweitklassigen Perwenstwo FNL gab er im September 2005 gegen Lutsch-Energija Wladiwostok. Dies blieb sein einziger Saisoneinsatz. Nach Saisonende wurde dem Verein allerdings die Lizenz entzogen und man stieg zwangsweise in die Perwenstwo PFL ab. Nach drei Drittligaspielzeiten stieg der Verein am Ende der Saison 2008 wieder in die zweithöchste Spielklasse auf. In der Saison 2009 kam Sinizyn zu 14 Zweitligaeinsätzen, Tschita stieg jedoch nach einer Saison direkt wieder in die dritte Liga ab. In der dritthöchsten Spielklasse kam er in der Saison 2010 zu 29 Einsätzen.
Zur Saison 2011/12 schloss er sich dem Zweitligisten FK Jenissei Krasnojarsk an. In Krasnojarsk absolvierte der Torhüter in jener Spielzeit 33 Zweitligapartien. Zur Saison 2012/13 wechselte Sinizyn zum Erstligisten FK Krasnodar. Im August 2012 debütierte er gegen Lokomotive Moskau für Krasnodar in der Premjer-Liga. In Krasnodar war er prompt Stammtorhüter und absolvierte bis zur Winterpause 15 Erstligapartien. In der Winterpause verletzte er sich allerdings und fiel bis Saisonende aus. Nach seiner Genesung im Sommer 2013 verlor er seinen Platz im Tor jedoch an Alexander Filzow, der nach Sinizyns Verletzung im Januar 2013 geliehen und nach Saisonende fest verpflichtet worden war. Nach der Winterpause 2013/14 löste er Filzow wieder als Stammtorwart ab und kam bis Saisonende zu zehn Erstligaeinsätzen.
Zur Saison 2014/15 verließ Filzow Krasnodar und wurde durch den ukrainischen Nationalspieler Andrij Dykan ersetzt. Gegen den routinierten Ukrainer konnte sich Sinizyn nicht durchsetzen, 2014/15 kam er nur zu sechs Einsätzen, in der Saison 2015/16 zu vier. Nach der Saison 2015/16 beendete Dykan seine Karriere. Nun kämpfte Sinizyn gegen den im Januar 2016 verpflichteten russischen Nationalspieler Stanislaw Krizjuk um den vakanten Platz im Tor Krasnodars. Diesen konnte sich Krizjuk sichern, der erst nach einer Verletzung im April 2016 von Sinizyn abgelöst wurde. In der Saison 2016/17 absolvierte er zwölf Spiele in der Premjer-Liga. Auch nach Krizjuks Genesung im September 2017 blieb er im Tor Krasnodars und kam in der Saison 2017/18 zu 25 Einsätzen in der Premjer-Liga. In der Saison 2018/19 bekam jedoch Krizjuk wieder den Vortritt, zusätzlich drängte sich auch noch der Eigenbauspieler Matwei Safonow auf und wurde zweiter Tormann, wodurch Sinizyn in der Rangordnung gar nur noch dritter Tormann war. In der Saison 2018/19 kam er dennoch fünfmal zum Einsatz. Nachdem er allerdings sowohl in der Saison 2019/20 als auch in der Hinrunde 2020/21 ohne Einsatz geblieben war, löste er seinen Vertrag nach achteinhalb Jahren in Krasnodar im Januar 2021 auf.
Daraufhin wechselte er im Februar 2021 zum Zweitligisten Akron Toljatti. Für Akron kam er allerdings, auch bedingt durch Verletzungen, nie zum Einsatz. Im August 2021 schloss Sinizyn sich dem Erstligisten FK Nischni Nowgorod an. Für Nischni Nowgorod kam er zu einem Einsatz in der Premjer-Liga. Im Januar 2022 verließ er den Klub wieder.